# كيفن كلايس
كيفن كلايس (بالفرنسية: Kevin Claeys)‏ (و. 1988  م) هو راكب دراجة هوائية بلجيكي، ولد في روسلاريه.

## روابط خارجية
- كيفن كلايس على موقع الاتحاد الدولي للدراجات (الإنجليزية)
- كيفن كلايس على موقع أرشيف الدراجات (الإنجليزية)
- كيفن كلايس على موقع إحصائيات الدراجات الإحترافية (الإنجليزية)
- كيفن كلايس على موقع نسبة الدراجات (الإنجليزية)